# Tuscumbia (Missouri)
Pour les articles homonymes, voir Tuscumbia.
Le village de Tuscumbia est le siège du comté de Miller, situé dans l'État du Missouri, aux États-Unis. Lors du recensement de 2010, date à laquelle Tuscumbia était une ville (town), sa population s’élevait à 203 habitants.